# Kurt Schmitt
Pour les articles homonymes, voir Schmitt.
Kurt Paul Schmitt, né le 7 octobre 1886 à Heidelberg (Empire allemand) et mort le 2 novembre 1950 dans la même ville, est un homme politique allemand.
Il est ministre de l'Économie dans le cabinet d'Adolf Hitler entre 1933 et 1934.

## Biographie
Diplômé après une thèse en droit à Munich en 1911, il entre dans la compagnie d'assurance Allianz. Il participe à la Première Guerre mondiale, atteignant le grade de capitaine. En 1917, il entre dans le conseil d'administration d'Allianz. Il devient président de ce conseil en 1921, et garde ce poste jusqu'en 1933. Sous sa direction, la compagnie fait l'acquisition de plusieurs autres compagnies d'assurance, comme la Bayerische Versicherungsbank, la Stuttgarter Verein et la Favag (Frankfurter Allgemeine Versicherungs AG). 
Proche des nazis depuis les années 1930, il participe au financement du NSDAP et à des rassemblements de patrons en sa faveur. Au début de 1933, Schmitt devient le membre n°2 651 252 du parti nazi. Le 29 juin 1933, il est nommé ministre de l'Économie du Reich, remplaçant Alfred Hugenberg. Il est nommé membre honoraire de la SS.
Gêné dans sa politique par les intérêts contradictoires des patrons allemands, il est poussé vers la sortie par Hjalmar Schacht, qui prend sa place en août 1934. En 1935, il prend la direction de l'Allgemeine Elektricitäts-Gesellschaft et de l'entreprise gazière Deutsche Continental Gasgesellschaft. Il est aussi présent dans le conseil d'administration de Munich Re de 1937 à 1945.
Il est nommé le 15 septembre 1935 chef de brigade de la SS par Himmler, et fournit pendant la guerre des sommes importantes à la SS via ses postes dans les entreprises.
Il perd l'ensemble de ses fonctions pendant la dénazification, et n'a plus le droit de pratiquer sa profession d'assureur. 